# (545) Messalina
(545) Messalina – planetoida z pasa głównego asteroid okrążająca Słońce w ciągu 5 lat i 268 dni w średniej odległości 3,2 j.a. Została odkryta 3 października 1904 roku w Landessternwarte Heidelberg-Königstuhl w Heidelbergu przez Paula Götza. Nazwa planetoidy pochodzi od Messaliny, cesarzowej rzymskiej. Przed nadaniem nazwy planetoida nosiła oznaczenie tymczasowe (545) 1904 OY.